# MH2000 (航空機)
三菱 MH2000
エクセル航空のMH2000
- 用途：多用途ヘリコプター
- 製造者：三菱重工業
- 運用者：JAXA, エクセル航空
- 初飛行：1996年7月29日
- 生産数：7機
- 退役：2013年3月
- 運用状況：退役
- ユニットコスト：約4億円

MH2000は三菱重工業が製造した多目的ヘリコプター。日本で初めてとなる機体・エンジン共に純国産の民間用双発ヘリコプターである。MHは「三菱ヘリコプター」の略、2000は西暦2000年で「21世紀に羽ばたくヘリ」の意味を込めた。機体とエンジンを自社開発することは世界的にも珍しい。

## 純国産ヘリコプター開発

### RP1での技術習得
三菱重工業では民間用ヘリコプター販売への技術習得を目指して、関わりの深いシコルスキー製のS-76A（JA9598）を購入し、1992年（平成4年）7月から実験機RP1（ロータープロトタイプ1号）を開発した。開発の意図としては、ダイナミック・コンポーネント（ローター、エンジン、トランスミッション）技術、要素技術をインテグレートして機体を取りまとめる技術、低騒音・低振動・安全性に関わる技術、短期間・低コストで開発する技術を習得するとともに、ローター回転数可変化による低騒音の実現、自動操縦装置の技術、GPSとマップ表示機能等による衝突回避装置、低周波のローター音を逆位相の音で消すアクティブ・ノイズ・コントロール技術の確認であった。
RP1は1994年（平成6年）5月9日に初浮揚、同年9月14日に初飛行し、1995年（平成7年）3月末までに40フライトを行い、ローター、トランスミッションなどの主要技術の見極めを完了した。これらの開発・試験は非公開で行われ、同年2月に幕張で行われた『国際航空宇宙展』にRP1の模型を展示し、初めて国産ヘリコプター開発を公表した。

### 開発
RP1によって技術確認を終え、民間機実現の目処が立ったことから、1995年（平成7年）4月18日に運輸省（当時）航空局へ型式証明を申請、地上実験用の2機と飛行試験用の2機（JQ6003、JQ6004）を製作し、飛行試験用の試作1号機が1996年（平成8年）7月29日に初飛行、航空局の型式証明審査を受けるが、内装の貧弱さや居住性の悪さ、整備用足場の強度不足、場周飛行時の視界不良等を指摘された。
1997年（平成9年）6月に型式証明（輸送TB級）を取得、6月28日に報道へ初公開し、1998年（平成10年）1月に機体番号JA001Mを取得した。
1999年（平成11年）9月には片発運航制限なども緩和された。

### 販売
量産型はMH2000Aとされ、キャビンの窓が大型化されている。量産機の価格は1機約4億円で、防災・警察・消防・企業のVIP輸送など、様々な顧客をターゲットにしており、10年間で100機の販売を予定した。量産1号機（JA002M、後にJA007Eと交換）は1999年（平成11年）10月1日にエクセル航空に納入され、同年11月から都内の夜間遊覧飛行などに使用された。エクセル航空ではメイテック所有の機体（JA003M）も使用し、2機で運航を行っていたが、後に両機共に三菱へ引き渡された。宇宙航空研究開発機構（JAXA）へも1機（愛称:MuPAL-ε）を納入している。民間向けの他、警察、消防、ドクターヘリ、自衛隊向けの販売の意思も表したが、実現はしなかった。公式サイトには写真が2枚載せられているだけである。
2013年3月に宇宙航空研究開発機構の保有機(JA21ME)が登録抹消され本機の運用が終了した。登録抹消された機体のうちJA007Eは日本航空専門学校能登空港キャンパスで教材として使用されている。その後、製造・販売・アフターサービスの終了に伴い、2013年9月に型式証明が廃止された。総生産数は7機であった（8機目が途中まで製造されたが、注文キャンセルに伴いそのまま廃棄された）。
一方、試作1号機は事故で大破（下記参照・その後三菱重工で安全教育のための資料として保存されたが一般には非公開）、2号機は宇宙航空研究開発機構へ引き渡されて、2004年に自由落下の衝撃試験に使用された（販売の不振によって、試作機を売り払わなければ膨大な負債を抱えることになるためだと考えられる）。

### 現存機
三菱重工業小牧南工場にて保管されていた5号機（JA003M）を2005年3月に福岡県筑前町が取得。2020年9月現在太刀洗平和記念館にて保存展示（野外）されている。
宇宙航空研究開発機構（JAXA）で使用していた機体（JA21ME)が、あいち航空ミュージアムにて館内に保存展示されている。

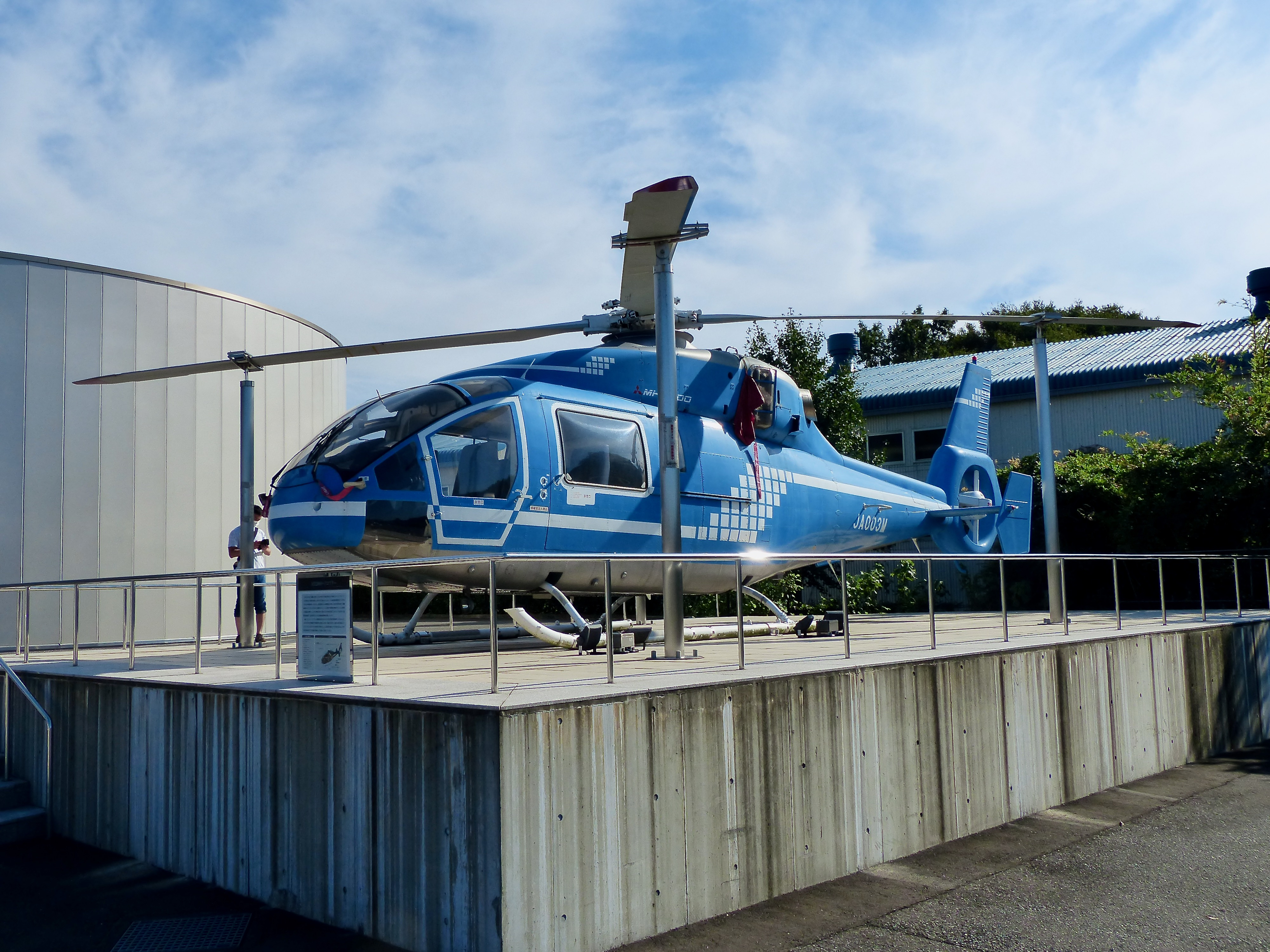
大刀洗平和記念館にて野外展示されている機体

### 試作機の事故
2000年（平成12年）11月27日、試作初号機（製造1001/登録JQ6003）が三菱社員による試験飛行中、試験飛行空域付近でテールローターのブレードが飛散して操縦が困難となり、14時40分ごろ三重県鈴鹿市柳町の水田に不時着しようとして墜落した。機長1名が死亡し5名が重傷、機体は大破したため廃棄となった。飛行試験中の事故死は日本では戦後初めて。
原因は、同機が試験飛行中にNo.10テールローターのブレード・ストラップが疲労により破断したことを発端として、10枚のブレードからなるテールローター部の主要な部分を失い、テールローターによるヨー・コントロール機能を喪失して操縦が困難となり、制御できない急激な右旋転に陥ったことによるものと推定される。No.10テール・ローター・ブレード・ストラップが疲労により破断したことについては、複合材製のブレードの開発に際して、限界使用時間を設定する際の荷重や温度環境の条件選定が適切でなかったため、疲労が予想よりも早く進展したこと、並びに同機は試験専用機であって量産機よりも過酷な使用条件であったが、テール・ローター・ブレードに対する点検項目の設定及び点検の間隔が適切でなかったこと等のため、疲労の進展に気付かないまま使用されたことが関与したものと推定される。
テールローターの設計変更、エンジン転装、機体強度の改善と言った手直しを加え、2002年（平成14年）10月に型式設計変更の承認を得た。

## 機体

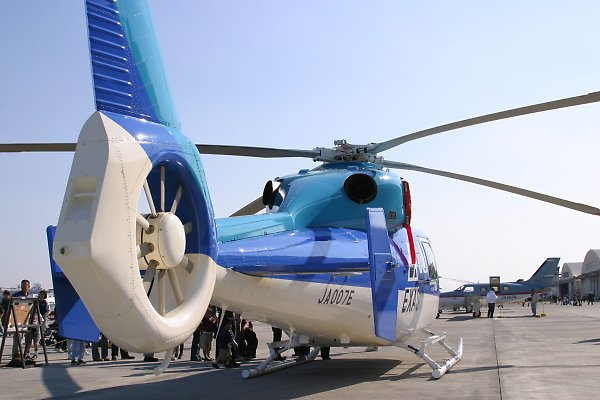
エクセル航空のMH2000、リアビュー

高速巡航による旅客輸送に特化した設計思想で、胴体形状はテイルブームまで一体化した卵形で内部容量は大きく、床は平面、キャビンも広めに確保されている。乗員を含め、最大で10名が収容できるが、乗客5名のVIP仕様、担架を載せられる救急仕様など、注文に合わせて柔軟に対応できる。また、駆動装置をキャビン上部に配置せず、後方へずらして配置したことにより、低騒音・低振動を実現した。貨物室も大きく確保している。コックピットの視野はサイドウィンドウも設けて広く取ってあり、自動操縦装置やGPSマップ表示装置もオプションで装備することができる。

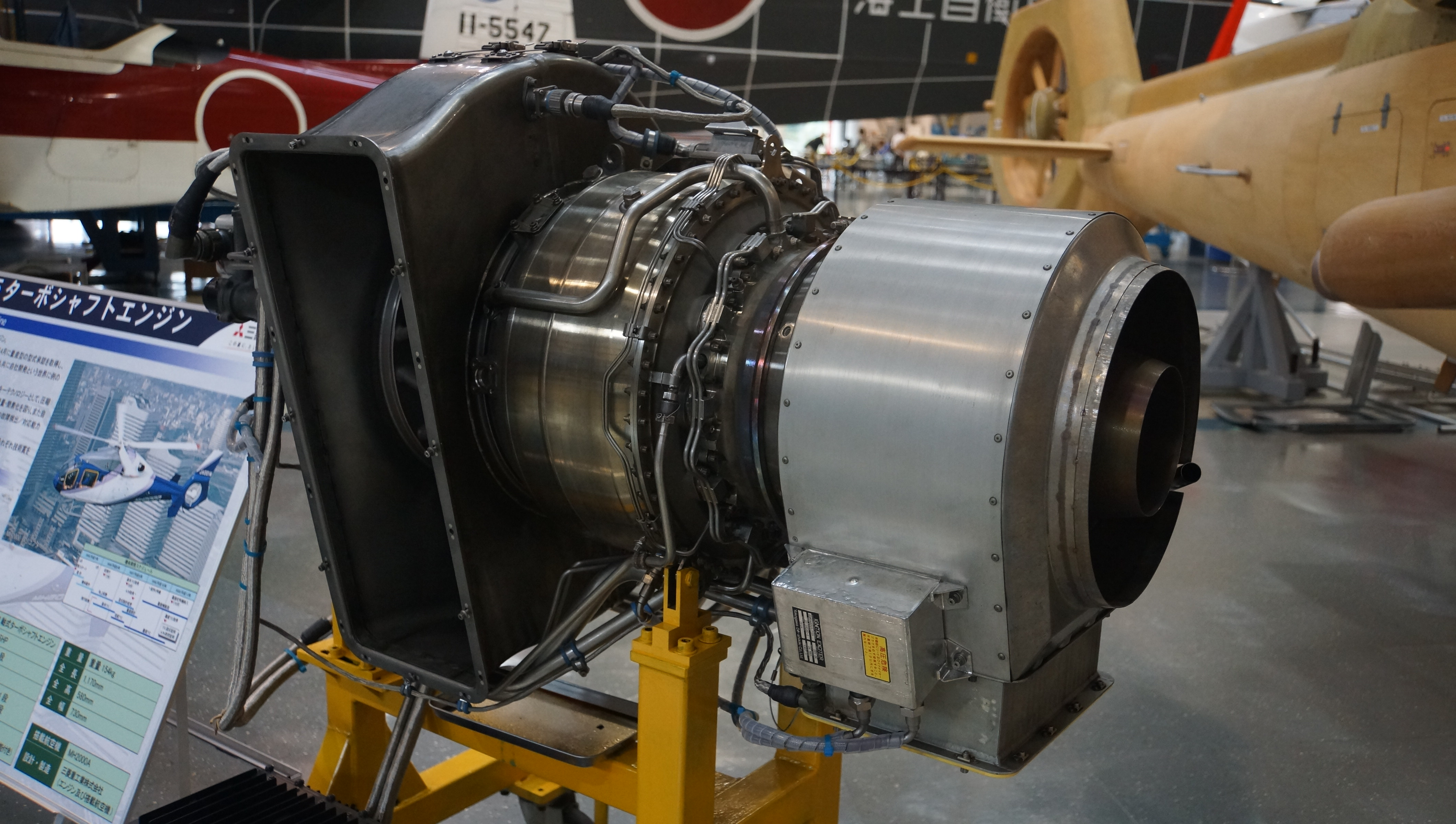
三菱MG5-110ターボシャフト・エンジン

搭載エンジンは三菱自社製のMG5-110（川崎重工業のOH-1用エンジンTS1と同じ原型機から発展した兄弟機）で、高圧縮比の単段遠心圧縮機を採用し、最小限のローター構成により小型軽量化を実現した。先進圧縮機はエロージョン耐性の高い超ワイドコード翼を採用し、制御系を2重にしたことで高い信頼性を確保した。また、MG5-110は電子制御式可変回転数エンジンであり、メインローター回転数100パーセントによる飛行と、90パーセントに抑えての低騒音飛行がワンタッチで切り替え可能で、低騒音の場合は5デシベルほど下がる。シングルエンジンでのアイドリング時は驚くほど静かである。
メインローターは小直径高回転型として複合素材で作られた4枚羽、テールローターは10枚羽で、機体に埋め込まれたダクテッドファン方式（フェネストロン）であるがアエロスパシアルの特許は失効しているため、国産機ではOH-1も採用している。アンチトルクはこのダクテッドファンと大型の垂直安定板の組合せとした。胴体には複合材を用いずに金属構造とし、丸頭鋲を多用することで製造費の節減を図っている。機器配置は点検・整備の効率を考慮した。信頼性の高い部品を採用することにより、直接運航費も削減できる。着地はスキッド式で、地上での自力移動はできないが、車輪への転換も検討された。

## 性能・主要諸元
- 定員 - 乗員2、乗客8（最大）
- 全長 - 14.0m (45.9ft)
- 全幅 - 12.2m (40ft)
- 全高 - 3.8m (12.5ft)
- 自重 - 2,500kg
- 有効搭載量 - 2,000kg
- 最大離陸重量 - 4,500kg
- 燃料積載量 - 1,140L（標準タンク）
- 発動機 - 三菱 MG5-110 ×2
- 出力 - 876SHP（軸馬力） ×2

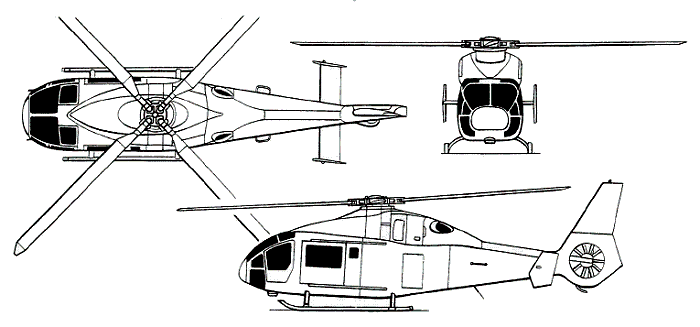
MH2000の三面図

- 超過禁止速度 - 280km/h=M0.23
- 経済巡航速度 - 250km/h=M0.20
- 航続距離 - 780km（残燃料なし）
- 連続航続時間 - 4時間（残燃料なし）
- ホバリング上昇限度 - 2,700m（最大離陸重量時）

## 参考
1. ↑  “航空安全情報管理・提供システム”.   国土交通省. 2020年1月4日閲覧。
2. ↑  “FULL-SCALE CRASH TEST OF A CIVIL HELICOPTER　AT JAXA”.   Japan Aerospace Exploration Agency, Mitsubishi Heavy Industries, Ltd.. 2021年3月7日閲覧。
3. ↑  国土交通省 運輸安全委員会 航空事故調査報告書 2003-5